# FreeWRL
FreeWRL är en mjukvara med vars hjälp det är möjligt att visualisera 3D-objekt. Mjukvaran finns för ett flertal olika operativsystem bland andra Linux och Mac OS.